# Quando l'estate verrà
Quando l'estate verrà è un Q disc del cantautore italiano Amedeo Minghi, pubblicato nel 1984.

## Descrizione
Il disco riproduce un disegno di una donna che va in un passo per lezione di musica, con un acquarello inedito (eseguito nel 1983) nella copertina, era stato firmato il pittore Walter Molino e il fotografo romano Peppe D'Arvia.
L'album viene ristampato su CD (mini-album) nella stessa etichetta RCA, nel 2004.

## Tracce
Testi e musiche di Gaio Chiocchio e Amedeo Minghi.
Lato A
1. Quando l'estate verrà – 4:20
2. Emanuela e io – 3:57

Lato B
1. Sognami – 4:44
2. Una storia d'amore – 4:19

## Formazione
- Amedeo Minghi – voce, pianoforte, Fender Rhodes
- Dino Kappa – basso
- Claudio Gizzi – tastiera
- Gregorio Puccio – programmazione
- Mario Schilirò – chitarra acustica, chitarra elettrica
- Tony Cicco – batteria, percussioni